# 삼동초등학교 (울산)
삼동초등학교는 대한민국 울산광역시 울주군 삼동면 하잠리에 있는 공립 초등학교다.

## 학교 연혁
- 1927년 9월 12일 삼동공립보통학교(4년제) 개교설립인가 5월 15일
- 1938년 4월 1일 삼동공립심상소학교 개칭[1]
- 1939년 4월 1일 6년제 인가
- 1941년 4월 1일 삼동공립국민학교 개칭[2]
- 1985년 3월 1일 조일분교장 본교 편입
- 1985년 9월 1일 병설유치원 인가
- 1996년 3월 1일 삼동초등학교로 개칭[3]
- 1996년 3월 12일 학교 급식 실시
- 1999년 3월 1일 조일분교장 통합
- 2018년 2월 9일 다목적강당 ‘솔빛마루’ 개관식[4]
- 2018년 3월 1일 제34대 양경용 교장 부임
- 2020년 2월 14일 제91회 졸업식(졸업생 6명, 계 3,058명)
- 2020년 3월 1일 초등 6학급, 유치원 1학급 편성

### 역대 교장 목록
- 1927년 8월 23일 제1대 박성렬 교장 부임
- 1935년 3월 31일 제2대 赤ㆍ尙雄(아까시오)교장 부임
- 1938년 3월 31일 제3대 박성렬 교장 부임
- 1945년 9월 28일 제4대 이차삼 교장 부임(해방 후 초대)
- 1955년 5월 9일 제5대 노진태 교장 부임
- 1957년 10월 1일 제6대 김종선 교장 부임
- 1958년 4월 1일 제7대 박봉관 교장 부임
- 1961년 10월 5일 제8대 손성길 교장 부임
- 1963년 11월 4일 제9대 손만석 교장 부임
- 1965년 10월 16일 제10대 박한엽 교장 부임
- 1966년 10월 15일 제11대 손영봉 교장 부임
- 1968년 6월 21일 제12대 신상기 교장 부임
- 1973년 3월 1일 제13대 김용하 교장 부임
- 1974년 3월 1일 제14대 이상식 교장 부임
- 1975년 9월 1일 제15대 조명승 교장 부임
- 1980년 9월 1일 제16대 엄순자 교장 부임
- 1984년 9월 1일 제17대 신우선 교장 부임
- 1994년 3월 1일 제22대 윤형규 교장 부임
- 1996년 3월 1일 제23대 전용균 교장 부임
- 1997년 3월 1일 제24대 심보구 교장 부임
- 1999년 3월 1일 제25대 이무남 교장 부임
- 2000년 3월 1일 제26대 최창영 교장 부임
- 2002년 10월 4일 제27대 김길평 교장 부임
- 2004년 3월 1일 제28대 성동영 교장 부임
- 2006년 3월 1일 제29대 이병옥 교장 부임
- 2007년 3월 1일 제30대 곽홍섭 교장 부임
- 2010년 3월 1일 제31대 김함섭 교장 부임
- 2013년 3월 1일 제32대 옥순대 교장 부임
- 2014년 3월 1일 제33대 김원돌 교장 부임

## 학교 상징
- 교화(校花) - 철쭉 : 백색, 홍자색의 소담한 자태와 그윽한 향기를 지니고, 연약한 듯 하면서도 강인한 모습의 철쭉을 통해 순수하고 소박한 성품을 배우며, 진보적 태도로 선구자 노릇을 다하자는 뜻이다.
- 교목(校木) - 소나무 : 장수, 기개, 성실, 지조, 생명, 순결을 상징하는 나무는 지조와 충절, 그리고 꿋꿋한 삼동인의 기상을 상징한다.

## 박성렬 교장 사도비
학교 운동장 한켠에는 일제강점기 이 학교 초대 교장을 지냈던 박성렬 교장의 교육열정과 제자사랑을 기리는 사도비(師道碑)이다. 범서읍 척과리 출신으로 1927년 본교 초대·3대 15년간 학교장을 역임했던 박성렬 교장은 암울했던 일제시대, 국혼을 살리고 제자들에게 남다른 가르침을 주기 위해 헌신했던 교사로 전해져온다. 이 학교 감나무들은 당시 묘목을 구하기도 힘든 상황에서 박 교장이 손수 구해 심었던 것으로, 현재 총동창회(매년 양력 8월 첫 일요일 개최)때마다 동문들이 모여 감나무 앞에 주먹밥을 싸서 먹는 풍습은 박 교장의 깊은 뜻을 새기는 아름다운 전통으로 이어져오고 있다.

## 참고 문헌
- 삼동초등학교 - 한국교육학술정보원 학교알리미